# Пак Чи Вон (шорт-трекист)
Пак Чи Вон (кор. 박지원, англ. Park Ji Won, род. 23 сентября 1996 года в Канныне, провинции Канвондо) — корейский шорт-трекист, чемпион мира 2019 года в эстафете, окончил Университет Данкук в степени бакалавр физического воспитания. Выступает за команду мэрии Сеула.

## Биография
Пак Чи Вон начал кататься на коньках во время школьных каникул летом и зимой. Затем тренер по конькобежному спорту посоветовал ему заняться этим видом спорта на соревнованиях. И он занялся шорт-треком в 4-м классе начальной школы в Канныне. Он дважды ломал лодыжку в 3-м классе средней школы Хенгсин.
Впервые он появился на международных соревнованиях на чемпионате мира среди юниоров 2015 года в Осаке. Там он выиграл на дистанции 1500 метров и в эстафете, а также завоевал серебряную медаль в многоборье. Он отобрался в сборную на сезон 2015/16 и на Кубке мира в Нагое занял 3-е место в беге на 1500 м, в Шанхае поднялся на 2-е место на той же дистанции, но уже в феврале 2016 года в Дрездене выиграл золото в беге на 1500 м и серебро в Дордрехте на 1000 м.
На чемпионате мира 2016 года в Сеуле он завоевал бронзовую медаль в составе эстафетной четвёрки. Через год на зимней Универсиаде в Алматы завоевал золотую медаль на дистанции 1500 м и серебряную в беге на 1000 м.
В сезоне 2018/19 он вновь попал в сборную и на Кубке мира в Калгари выиграл две серебряные и одну бронзовую медали. На этапе в Солт-Лейк-Сити занял 3-е место в беге на 1000 м, а в феврале 2019 года в Дрездене выиграл золото в беге на 1000 м и в Турине выиграл серебро также в беге на 1000 м. Пак занял 1 место в беге на 1000 метров в общем зачёте Кубка мира.
В марте 2019 года на зимней Универсиаде в Красноярске он выиграл два золота в беге на 500 м и в эстафетной гонке и серебро в беге на 1000 м. Через неделю на чемпионате мира в Софии он выиграл золотую медаль в эстафетном забеге и завершил сезон Кубка мира на 1-м месте в беге на 1500 м. В сезоне 2019/20 он прошёл отбор в национальную сборную, заняв 2-е место в общем зачёте.
В ноябре 2020 года Пак Чи Вон начал с двух 3-х мест в беге на 1000 м и смешанной эстафеты и 2-го места в мужской эстафете на Кубке мира в Солт-Лейк-Сити, в том же ноябре в Монреале выиграл в беге на 1500 м, занял 2-е место в мужской эстафете и два 3-х места в беге на 1000 м и в смешанной эстафете. В Нагое выиграл в беге на 1000 м, 1500 м и в смешанной эстафете и занял 2-е место в мужской эстафете. В декабре на этапе Кубка в Шанхае занял два 3-х места в беге на 1000 м и мужской эстафете.
В январе 2020 года на Чемпионате четырех континентов выиграл бронзу в беге на 1000 м и золото в эстафете и в беге на 3000 м. В феврале на Кубке мира в Дрездене победил на дистанции 1500 м, а в Дордрехте одержал две победы на дистанциях 1000 м и 1500 м.

## Победы на Кубке мира
| Номер | Дата           | Место             | Дисциплина |
| ----- | -------------- | ----------------- | ---------- |
| 1.    | 6 февраля 2016 | Дрезден, Германия | 1500 м     |
| 2.    | 3 февраля 2019 | Дрезден, Германия | 1000 м     |
| 3.    | 9 ноября 2019  | Монреаль, Канада  | 1500 м     |
| 4.    | 30 ноября 2019 | Нагоя, Япония     | 1000 м     |
| 5.    | 1 декабря 2019 | Нагоя, Япония     | 1500 м     |
| 6.    | 8 февраля 2020 | Дрезден, Германия | 1000 м     |